# Holopogon albipilosus
Holopogon albipilosus là một loài ruồi trong họ Asilidae. Holopogon albipilosus được Curran miêu tả năm 1923. Loài này phân bố ở vùng Tân Bắc giới.